# Jørgen Brøndlund Nielsen
 Ikke at forveksle med Jørgen Brønlund.
Jørgen Brøndlund Nielsen (født 2. august 1939 i Aalborg) er en dansk politiker. Han var medlem af Folketinget for Venstre 1971-1979 og medlem af Europa-Parlamentet 1973-1977 og 1978-1989. Han var formand for Venstres Ungdom 1966-1968.
Nielsen er søn af førstelærer Kristian Nielsen. Han blev født i Aalborg i 1939. Han fik realeksamen i Løgstør i 1956 og blev student fra Viborg Katedralskole i 1959. Han studerede statskundskab på Aarhus Universitet og blev cand.scient.pol. i 1969. I studietiden underviste han, og han var adjunkt ved Viby Amtsgymnasium fra 1971 og seminarieadjunkt ved Ranum Seminarium 1971-1972.
Han var medlem af Venstres Ungdoms landsstyrelse 1960-68, heraf formand for internationalt udvalg 1962-64, næstformand for landsorganisationen 1964-66 og formand 1966-68. Han var også medlem af Venstres hovedbestyrelse 1964-68. Han var også aktiv i Foreningen Norden hvor han var formand for foreningen ungdomsrepræsentantskab 1965-68 og koordinerende nordisk ordfører 1967-68.
Nielsen var opstillet til Folketinget i hele Viborg Amtskreds fra 1966 og i Aarskredsen i Nordjyllands Amtskreds fra 1971. Han blev valgt første gang ved folketingsvalget 1971 og var medlem af Folketinget fra 21. september 1971 til 23. oktober 1979. Han var delegeret ved FN i 1972, og 1973 og i 1973 blev han af Folketinget valgt til Europa-Parlamentet.
Det første valg til Europa-Parlamentet var 19. december 1973 hvor han afløste Ove Guldberg som var blevet udenrigsminister. Han var medlem frem til 15. august 1977. Nielsen blev igen valgt af Folketinget 2. september 1978 som afløser for Niels Anker Kofoed som var blevet landbrugsminister. Nielsen fortsatte i Europa-Parlamentet da der blev indført direkte valg i 1979 og blev valgt ved valgene i 1979 og 1984.